# Khieu Ponnary

Khieu Ponnary

Khieu Ponnary (* 3. Februar 1920 in der Provinz Battambang, Kambodscha; † 1. Juli 2003 in Pailin), khm. ខៀវ ពណ្ណារី, war eine kambodschanische Politikerin, die vor allem als Ehefrau von Pol Pot, dem Führer der Roten Khmer, bekannt wurde. Während der von 1975 bis 1979 dauernden Herrschaft der Roten Khmer wurde sie als „Mutter der Revolution“ bezeichnet.

## Biografie

### Familiärer Hintergrund
Khieu Ponnary war die Tochter eines Richters, der in der kambodschanischen Hauptstadt arbeitete. Ihre jüngere Schwester war Ieng Thirith. Ein Verwandtschaftsverhältnis zum späteren Staatsoberhaupt des Demokratischen Kampuchea, Khieu Samphan, bestand entgegen einzelnen Behauptungen nicht.
Die Familie führte in dem zum französischen Kolonialreich gehörenden Kambodscha ein privilegiertes Leben. Ihr Vater verließ die Familie 1944 und gründete mit einer kambodschanischen Prinzessin eine neue Existenz.

### Ausbildung
Khieu Ponnary besuchte die Eliteschule Lycée Preah Sisowath. Sie war 1942 die erste Kambodschanerin, die einen Baccalauréat-Abschluss erwarb.
1949 zog Khieu Ponnary mit ihrer jüngeren Schwester und deren Freund Ieng Sary nach Paris, wo sie sich mit dem Studium der Khmer-Sprache befasste. Ieng Thirith und Ieng Sary heirateten dort 1951. In Paris lernte Khieu Ponnary den je nach Quelle fünf oder acht Jahre jüngeren Pol Pot kennen und ging mit ihm eine Beziehung ein. Die vier kamen in Paris mit kambodschanischen Kommunisten in Kontakt und nahmen deren Ideen auf.

### Ehe mit Pol Pot
Nach ihrer Rückkehr nach Kambodscha heirateten Khieu Ponnary und Pol Pot am 14. Juli 1956 in der Hauptstadt. Den Hochzeitstag hatten sie bewusst auf den Jahrestag des Sturms auf die Bastille gelegt. Ungeachtet der revolutionären Ziele, die das Paar inzwischen verfolgte, verlangte Pol Pot von seiner Frau, dass sie sich, der Tradition folgend, bei der Hochzeit vor seinem Vater niederwarf. Khieu Ponnary gründete das Frauenmagazin Neary und arbeitete in den folgenden Jahren am Lycée Preah Sisowath als Lehrerin. Pol Pot unterrichtete zu dieser Zeit an einer anderen Schule. In der zweiten Hälfte der 1950er-Jahre erkrankte Khieu Ponnary an Gebärmutterkrebs. Sie wurde erfolgreich operiert, wurde aber unfruchtbar. Das belastete die Beziehung zu Pol Pot.
1965 gingen Khieu Ponnary, Pol Pot und einige Mitstreiter in den Untergrund. Sie lebten einige Jahre im Dschungel an der Grenze zu Thailand.

### Funktionärin der Roten Khmer
Während der Herrschaft der Roten Khmer über Kambodscha galten Pol Pot („Bruder Nr. 1“), seine Frau Khieu Ponnary („Schwester Nr. 1“), ihre Schwester Ieng Thirith sowie deren Ehemann Ieng Sary („Bruder Nr. 3“) als die „Viererbande Kambodschas“. Der familiär verflochtene Zirkel, der noch um Khieu Samphan erweitert wurde, wird als das zentrale Machtgremium im Demokratischen Kampuchea angesehen. Dementsprechend hatte Khieu Ponnary nominell einige hohe Funktionen inne. Bereits 1973 wurde sie Parteisekretärin in der Provinz Kampong Thom, ab 1976 war sie die Vorsitzende der Nationalen Frauenvereinigung im Demokratischen Kampuchea. Ob sie in dieser Zeit allerdings tatsächlich Einfluss auf die Politik der Roten Khmer nahm, wird im Hinblick auf ihre fortschreitende Erkrankung allgemein bezweifelt. So gilt die Nationale Frauenvereinigung als Organisation, die nur dem Namen nach existierte.

### Krankheit
Allgemein wird angenommen, dass Khieu Ponnary in den 1970er-Jahren an einer fortschreitenden geistigen Erkrankung litt. 1970, noch während sie mit Pol Pot im Untergrund lebte, war bei ihr eine Geisteskrankheit ausgebrochen, die in einigen Quellen als paranoide Schizophrenie beschrieben wird. Die Angststörung richtete sich gegen Vietnam und gegen die Vietnamesen, denen sie unterstellte, sie wollten sie töten. In den ersten Jahren gab es noch lange Phasen, in denen die Krankheit nicht zum Vorschein kam, nach der Machtergreifung durch die Roten Khmer im Jahr 1975 schritt die Erkrankung aber weiter fort. Der genaue Verlauf der Erkrankung ist nicht eindeutig geklärt. Einer Quelle zufolge war sie bereits 1975 „nicht mehr ansprechbar“. Sie trat ab 1976 nicht mehr öffentlich in Erscheinung und wurde von Pol Pot bei öffentlichen Anlässen wiederholt als „erkrankt“ entschuldigt. Lediglich bei einer Parteiveranstaltung im Jahr 1978, auf der sie als „Mutter der Revolution“ gefeiert wurde, war sie einer Quelle zufolge noch einmal öffentlich zu sehen; nach einer anderen Quelle war sie bei dieser Veranstaltung nicht persönlich anwesend.
Eine Therapie in China zu Beginn der 1980er-Jahre endete erfolglos.
Pol Pot ließ sich je nach Quelle 1979 oder 1985 von ihr scheiden. Khieu Ponnary lebte danach bis zu ihrem Tod bei ihrer Schwester, die sie pflegte.
Khieu Ponnary starb 2003 an den Folgen einer Krebserkrankung.